# Wacholderheide in Unteröd

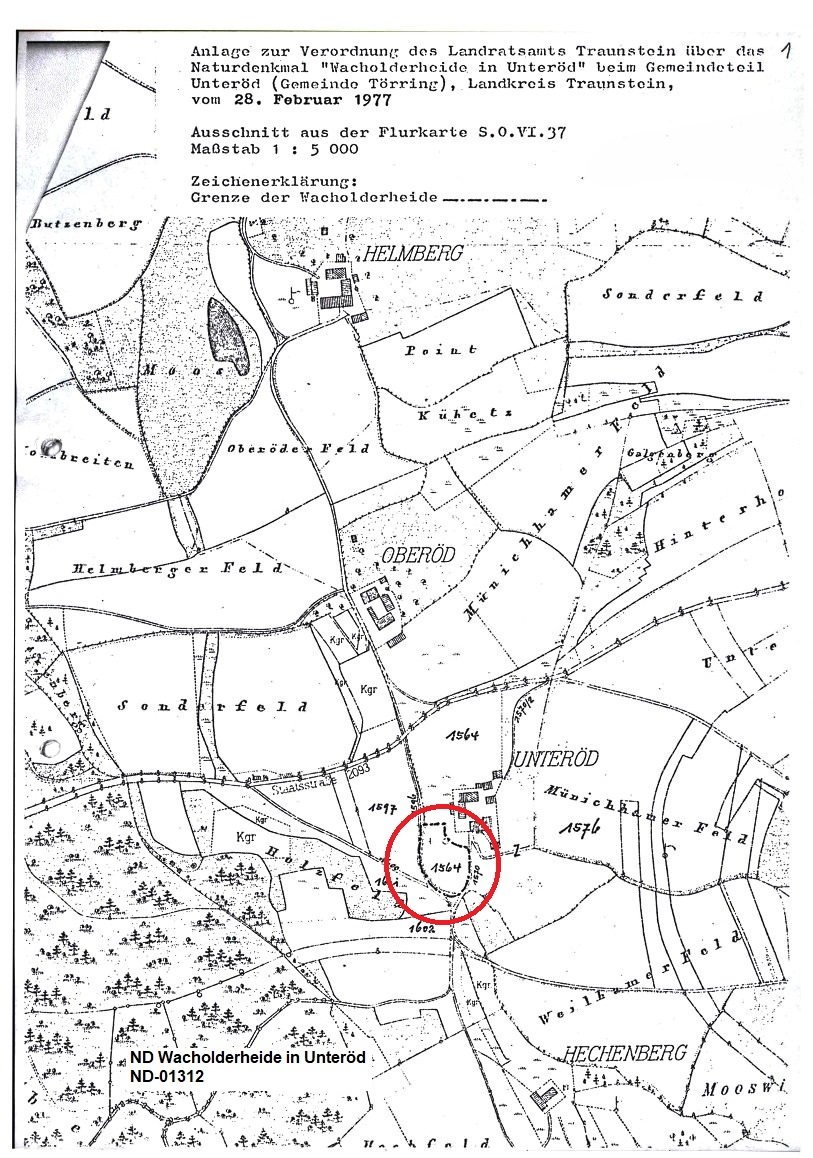
Lageplan Amtsblatt

Die Wacholderheide in Unteröd in der Gemeinde Tittmoning ist ein 0,43 ha großes flächenhaftes Naturdenkmal im Landkreis Traunstein.
Es erhielt im Februar 1977 durch Verordnung des Landratsamtes Traunstein den Schutzstatus und wird unter der Nummer ND-01312 gelistet.
Der Moränenhügel ist vom Bayerischen Landesamt für Umwelt (LfU) unter der Bezeichnung Tumulus bei Unteröd als geowissenschaftlich bedeutendes Geotop (Geotop-Nummer: 189R22) ausgewiesen.

## Beschreibung
Der Tumulus bei Unteröd ist ein kleiner Moränenhügel, der aus Ablagerungen einer Gletschermühle hervorging. Auf dem südlichen Teil befindet sich die Wacholderheide aus einzelnen und in kleinen Gruppen stehenden Säulenwacholdern und aus Wacholdergebüsch besteht.

## Schutzzweck
Der Zweck der Verordnung ist es, die Wacholderbestände zu schützen und den Bestand der hier vorkommenden Pflanzengesellschaften der Halbtrockenrasen notwendigen Lebensraum, insbesondere der erforderlichen Bodenbeschaffenheiten, zu erhalten.